# Johannes Jonson
Johannes Jonson (i riksdagen kallad Jonson i Fröstorp), född 16 juli 1823 i Kyrkefalla socken, Skaraborgs län, död 22 oktober 1895 i Kyrkefalla församling, var en svensk hemmansägare och riksdagsman. 
Johannes Jonson var hemmansägare i Fröstorp i Kyrkefalla församling och ledamot av riksdagens andra kammare 1870–1893, invald i Gudhems och Kåkinds domsagas valkrets.